# Янс, Рон
Рон Янс (нидерл. Ron Jans; 29 сентября 1958, Зволле, Оверэйссел, Нидерланды) — нидерландский футболист, выступавший на позиции левого вингера; футбольный тренер.

## Карьера

### Карьера игрока
Первый футбольный опыт Янс получил в любительском клубе «РКСВ Зволле». Он был замечен клубом «ПЕК Зволле», которому удалось привлечь его в качестве игрока молодёжного состава. В сезоне 1976/77 Янс дебютировал в первой команде «ПЕК Зволле», которая тогда выступала в Первом дивизионе. В 1978 году вместе с «ПЕК Зволле» он стал чемпионом Первого дивизиона и поднялся в Эредивизи. Всего в клубе провёл шесть сезонов.
Летом 1982 года Янс перешёл в клуб «Гронинген». 28 сентября 1983 года в матче Кубка УЕФА 1983/84 против испанского «Атлетико Мадрид» забил один из трёх голов «Гронингена». Провёл в клубе три сезона.
Летом 1984 года Янс перешёл в клуб «Рода». Отыграл в клубе три сезона.
Янс провёл сезон 1987/88 в клубе Японской соккер-лиги «Мазда» вместе с соотечественниками — вратарём Дидо Хавенаром и главным тренером Хансом Офтом.
После возвращения на родину в 1988 году Янс отыграл три сезона за клуб «Вендам».

### Карьера тренера
В начале тренерской карьеры Янс возглавлял три любительских клуба — СЮС, АХВ и «Ахиллес 1894». С последним он стал чемпионом Нидерландов среди любителей в 2000 году.
В 2001 году он стал ассистентом главного тренера в клубе «Эммен».
27 октября 2002 года Янс занял пост главного тренера «Гронингена», подписав полуторагодичный контракт. Под его руководством клуб дважды подряд квалифицировался в Кубок УЕФА — в 2006 и 2007 годах. 11 ноября 2009 года было объявлено об уходе Янса из «Гронингена» по окончании сезона 2009/10. Его пребывание на тренерском посту стало наиболее продолжительным в истории клуба.
Также он регулярно появлялся на телеканале Nederland 3 в качестве аналитика Лиги чемпионов в сезоне 2009/10.
22 февраля 2010 года было объявлено, что Янс станет главным тренером клуба «Херенвен» на следующие два сезона. Его переход к принципиальному противнику вызвал некоторое недовольство среди болельщиков «Гронингена». 5 января 2012 года стало известно, что Янс покинет «Херенвен» в конце сезона. Он квалифицировал «фризов» в предварительный раунд Лиги Европы 2012/13.
29 мая 2012 года Янс подписал контракт с клубом чемпионата Бельгии «Стандард Льеж». 22 октября 2012 года Янс был уволен из «Стандарда», после того как клуб в 11 матчах смог набрать только 13 очков.
18 марта 2013 года было объявлено, что Янс сменит Арта Лангелера на посту главного тренера «ПЕК Зволле» в сезоне 2013/14. Контракт с клубом он подписал на два года. Он привёл клуб к двум трофеям — Кубку Нидерландов 2013/14 и Суперкубку Нидерландов 2014. 4 января 2017 года Янс сообщил, что покинет «ПЕК Зволле» после окончания сезона.
12 марта 2017 года Королевский футбольный союз Нидерландов объявил, что после окончания сезона 2016/17 Янс станет тренером-преподавателем на курсах профессиональных футбольных тренеров. Но 9 мая 2017 года Янс отказался от работы на курсах.
20 июня 2017 года было объявлено, что Янс вернётся в «Гронинген» в качестве технического менеджера с 1 сентября 2017 года. 17 декабря 2018 года Янс сообщил, что уйдёт из «Гронингена» после сезона 2018/19.
В июне 2019 года Янс был тренером сборной Северных Нидерландов, которая сыграла против сборной Северной Германии.
4 августа 2019 года Янс был назначен главным тренером клуба американской лиги MLS «Цинциннати», подписав контракт до 31 декабря 2020 года. 18 февраля 2020 года Янс подал в отставку с поста главного тренера «Цинциннати» на фоне расследования по поводу предполагаемого использования им расового оскорбления.
17 июня 2020 года Янс занял должность главного тренера клуба «Твенте», подписав контракт на один сезон. 10 декабря 2020 года его контракт был продлён до середины 2022 года. 28 января 2022 года его контракт был продлён до середины 2023 года. 12 февраля 2023 года было объявлено об уходе Янса из «Твенте» в конце сезона.
6 сентября 2023 года был назначен главным тренером «Утрехта».

## Достижения
Как тренера
 «ПЕК Зволле»
- Обладатель Кубка Нидерландов: 2013/14
- Обладатель Суперкубка Нидерландов: 2014